# Eik-ligan Menn (2011/2012)
Eik-ligan Menn 2011/2012 - 43. sezon rozgrywek o mistrzostwo Wysp Owczych w piłce siatkowej organizowany przez Związek Piłki Siatkowej Wysp Owczych (farerski Flogbóltssamband Føroya, FBF). Zainaugurowany został 1 października 2011 roku i trwał do 24 marca 2012 roku. 
W sezonie 2011/2012 żaden klub z Wysp Owczych nie brał udziału w rozgrywkach międzynarodowych.
W trakcie sezonu z rozgrywek wycofał się Tvøroyrar Bóltfelag. Wyniki rozegranych spotkań tego klubu zostały anulowane. 
Mistrzem Wysp Owczych został klub SÍ, który w meczach finałowych pokonał klub Mjølnir.

## System rozgrywek
W fazie zasadniczej drużyny rozegrały ze sobą systemem kołowym po cztery spotkania. Po zakończeniu dwóch rund drużyną odjęta została połowa zdobytych punktów. Dwa najlepsze zespoły fazy zasadniczej awansowały do finału, gdzie rywalizacja toczyła się do dwóch zwycięstw.

## Drużyny uczestniczące
| | Eik-ligan Menn 2011/2012 |   |
| --- | ------------------------ | - |
| ÍF | ÍF                       | 1 |
| MJØ | Mjølnir                  | 2 |
| SÍ | SÍ                       | 3 |
| FLE | Fleyr                    | 4 |
| TB | Tvøroyrar Bóltfelag      | 5 |
| Oznaczenia: - kolumna pierwsza – skróty nazw drużyn wpisane na mapie (jeśli ta została zamieszczona), - kolumna trzecia – miejsce zajęte przez daną drużynę w poprzednim sezonie. |                          |   |

## Hale sportowe
| Klub                | Hala sportowa   | Miejscowość  |
| ------------------- | --------------- | ------------ |
| Fleyr               | Gundadalshøllin | Thorshavn    |
| Mjølnir             | Badmintonhøllin | Klaksvík     |
| ÍF                  | Kambsdalur      | Fuglafjørður |
| SÍ                  | Sørvágur        | Sørvágur     |
| Tvøroyrar Bóltfelag | Trongisvágur    | Trongisvágur |

## Faza zasadnicza

### Tabele wyników
| Gospodarz \ Gość1 | ÍF  | MJØ | SÍ  | FLE |
| ÍF                |     | 3:0 | 0:3 | 3:0 |
| Mjølnir           | 3:1 |     | 3:2 | 3:2 |
| SÍ                | 2:3 | 3:0 |     | 3:0 |
| Fleyr             | 2:3 | 3:1 | 1:3 |     |

| Gospodarz \ Gość1 | ÍF  | MJØ | SÍ  | FLE |
| ÍF                |     | 2:3 | 1:3 | 3:1 |
| Mjølnir           | 2:3 |     | 0:3 | 3:0 |
| SÍ                | 3:2 | 2:3 |     | 3:0 |
| Fleyr             | 0:3 | 1:3 | 2:3 |     |

### Terminarz i wyniki spotkań
| Data            | Godz. | Gospodarz           | Rezultat                                | Gość                |
| --------------- | ----- | ------------------- | --------------------------------------- | ------------------- |
| 1. RUNDA        |       |                     |                                         |                     |
| 02.10.2011      | 14:00 | SÍ                  | 2:3 (25:21, 25:20, 27:29, 21:25, 12:15) | ÍF                  |
| 09.10.2011      | 14:00 | Fleyr               | 3:1 (25:22, 25:21, 21:25, 25:21)        | Mjølnir             |
| 16.10.2011      | 16:00 | Fleyr               | 1:3 (20:25, 25:22, 12:25, 19:25)        | SÍ                  |
| 23.10.2011      | 15:30 | Mjølnir             | 3:1 (25:23, 25:18, 24:26, 25:21)        | ÍF                  |
| 05.11.2011      | 16:00 | SÍ                  | 3:0 (25:23, 25:20, 25:22)               | Mjølnir             |
| 06.12.2011      | 20:00 | ÍF                  | 3:0 (27:25, 25:17, 25:23)               | Fleyr               |
| 20.11.2011      | 16:00 | SÍ                  | 3:0 (25:14, 25:20, 25:20)               | Fleyr               |
| 2. RUNDA        |       |                     |                                         |                     |
| 27.11.2011      | 16:00 | ÍF                  | 3:0 (27:25, 25:21, 25:22)               | Mjølnir             |
| 01.12.2011      | 20:00 | Fleyr               | 2:3 (28:26, 26:28, 17:25, 25:21, 8:15)  | ÍF                  |
| 13.12.2011      | 19:45 | Mjølnir             | 3:2 (20:25, 19:25, 25:15, 25:23, 15:9)  | SÍ                  |
| 11.12.2011      | 17:00 | Mjølnir             | 3:2 (22:25, 15:25, 25:15, 25:22, 15:12) | Fleyr               |
| 11.12.2011      | 14:00 | ÍF                  | 0:3 (18:25, 19:25, 21:25)               | SÍ                  |
| 3. RUNDA        |       |                     |                                         |                     |
| 08.01.2012      | 16:00 | Fleyr               | 2:3 (16:25, 14:25, 25:23, 25:21, 10:15) | SÍ                  |
| 02.03.2012      | 19:00 | SÍ                  | 2:3 (25:19, 25:18, 19:25, 21:25, 8:15)  | Mjølnir             |
| 15.01.2012      | 16:00 | ÍF                  | 3:1 (25:19, 27:29, 25:16, 25:20)        | Fleyr               |
| 25.01.2012      | 19:30 | Mjølnir             | 2:3 (25:17, 19:25, 19:25, 25:20, 10:15) | ÍF                  |
| 29.01.2012      | 16:00 | Fleyr               | 1:3 (17:25, 25:17, 12:25, 13:25)        | Mjølnir             |
| 05.02.2012      | 16:00 | SÍ                  | 3:2 (18:25, 22:25, 25:17, 25:20, 15:13) | ÍF                  |
| 4. RUNDA        |       |                     |                                         |                     |
| 07.02.2012      | 19:30 | Fleyr               | 0:3 (21:25, 15:25, 11:25)               | ÍF                  |
| 08.02.2012      | 20:00 | Mjølnir             | 0:3 (25:27, 18:25, 17:25)               | SÍ                  |
| 12.02.2012      | 16:00 | SÍ                  | 3:0 (25:12, 25:15, 25:14)               | Fleyr               |
| 26.02.2012      | 16:00 | Mjølnir             | 3:0 (25:18, 25:15, 25:19)               | Fleyr               |
| 04.03.2012      | 16:00 | ÍF                  | 2:3 (19:25, 28:26, 22:25, 25:23, 11:15) | Mjølnir             |
| 11.03.2012      | 16:00 | ÍF                  | 1:3 (23:25, 21:25, 25:23, 17:25)        | SÍ                  |
| MECZE ANULOWANE |       |                     |                                         |                     |
| 16.10.2011      | 14:00 | Mjølnir             | 3:0 (25:20, 25:15, 25:11)               | Tvøroyrar Bóltfelag |
| 23.10.2011      | 15:30 | Tvøroyrar Bóltfelag | 0:3 (12:25, 17:25, 19:25)               | SÍ                  |
| 20.11.2011      | 15:30 | Tvøroyrar Bóltfelag | 1:3 (27:25, 18:25, 19:25, 19:25)        | Mjølnir             |
| 07.01.2012      | 14:00 | ÍF                  | 3:0 (25:20, 25:16, 25:12)               | Tvøroyrar Bóltfelag |
| 03.12.2011      | 15:00 | Tvøroyrar Bóltfelag | 2:3 (16:25, 25:21, 16:25, 25:21, 10:15) | Fleyr               |
| 26.11.2011      | 16:00 | SÍ                  | 3:0 (25:21, 25:12, 25:15)               | Tvøroyrar Bóltfelag |
| 04.12.2011      | 15:30 | Tvøroyrar Bóltfelag | 0:3 (18:25, 14:25, 17:25)               | ÍF                  |
| 10.12.2011      | 14:00 | Fleyr               | 3:0 (25:17, 25:22, 25:18)               | Tvøroyrar Bóltfelag |

### Tabela fazy zasadniczej
| Lp. | Drużyna | Pkt | Mecze | Mecze | Mecze | Rodzaj wyniku | Rodzaj wyniku | Rodzaj wyniku | Rodzaj wyniku | Rodzaj wyniku | Rodzaj wyniku | Sety | Sety | Sety | Małe punkty | Małe punkty | Małe punkty |
| Lp. | Drużyna | Pkt | M     | W     | P     | 3:0           | 3:1           | 3:2           | 2:3           | 1:3           | 0:3           | wyg. | prz. | +/–  | zdob.       | str.        | +/–         |
| --- | ------- | --- | ----- | ----- | ----- | ------------- | ------------- | ------------- | ------------- | ------------- | ------------- | ---- | ---- | ---- | ----------- | ----------- | ----------- |
| 1   | SÍ      | 14  | 12    | 9     | 3     | 5             | 2             | 2             | 3             | 0             | 0             | 33   | 15   | +18  | 1091        | 946         | +145        |
| 2   | Mjølnir | 11  | 12    | 7     | 5     | 1             | 2             | 4             | 1             | 1             | 3             | 24   | 25   | −1   | 1068        | 1033        | +35         |
| 3   | ÍF      | 10  | 12    | 7     | 5     | 3             | 1             | 3             | 2             | 2             | 1             | 27   | 22   | +5   | 1095        | 1067        | +28         |
| 4   | Fleyr   | 1   | 12    | 1     | 11    | 0             | 1             | 0             | 3             | 3             | 5             | 12   | 34   | −22  | 875         | 1083        | −208        |

Źródło: fbf.fo
Punktacja: zwycięstwo - 2 pkt, porażka - 0 pkt
Zasady ustalania kolejności: 1. liczba punktów; 2. liczba zwycięstw; 3. bilans setów; 4. liczba punktów zdobyta w meczach bezpośrednich
Uwaga: Po zakończeniu dwóch rund drużynom odjęta została połowa zdobytych punktów.

## Finały
(do dwóch zwycięstw)
| Data       | Godz. | Gospodarz | Rezultat                         | Gość    |
| ---------- | ----- | --------- | -------------------------------- | ------- |
| SÍ         | SÍ    | SÍ        | 2 – 0                            | Mjølnir |
| 18.03.2012 | 18:30 | SÍ        | 3:0 (25:20, 25:16, 25:14)        | Mjølnir |
| 24.03.2012 | 14:00 | SÍ        | 3:1 (25:17, 20:25, 25:21, 25:13) | Mjølnir |

## Klasyfikacja końcowa
| Lp. | Drużyna             |
| --- | ------------------- |
| 1   | SÍ                  |
| 2   | Mjølnir             |
| 3   | ÍF                  |
| 4   | Fleyr               |
| –   | Tvøroyrar Bóltfelag |

| Mistrzostwo |
| ----------- |
| SÍ          |
| Puchar      |
| SÍ          |

## Statystyki, varia
| Runda | Mecze | Sety | Średnio na mecz | Małe punkty | Średnio na set |
| ----- | ----- | ---- | --------------- | ----------- | -------------- |
| 1     | 7     | 26   | 3,71            | 1176        | 45,23          |
| 2     | 5     | 21   | 4,20            | 899         | 42,81          |
| 3     | 6     | 28   | 4,67            | 1149        | 41,04          |
| 4     | 6     | 21   | 3,50            | 905         | 43,10          |
| Razem | 24    | 96   | 4,00            | 4129        | 43,01          |

| Runda  | Mecze | Sety | Średnio na mecz | Małe punkty | Średnio na set |
| ------ | ----- | ---- | --------------- | ----------- | -------------- |
| Finały | 2     | 7    | 3,50            | 296         | 42,29          |